# Epthianura
Epthianura – rodzaj ptaków z rodziny miodojadów (Meliphagidae).

## Zasięg występowania
Rodzaj obejmuje gatunki występujące w Australii.

## Morfologia
Długość ciała 11–19 cm; masa ciała 7–17 g.

## Systematyka
Rodzaj zdefiniował w 1838 roku angielski przyrodnik John Gould w publikacji swojego autorstwa A synopsis of the birds of Australia, and the adjacent Islands. Gatunkiem typowym jest podkasałka białoczelna (Epthianura albifrons).

### Etymologia
- Epthianura (Ephthianura, Ephthrianura): gr. εφθος ephthos „wyrafinowany, wytworny”; ουρα oura „ogon”[14].
- Cinura (Cynura): gr. κινουρης kinourēs „trząść ogonem”, od κινεω kineō „ruszać”; ουρα oura „ogon”[15]. Typ nomenklatoryczny: Cinura torquata C.L. Brehm, 1845 (= Acanthiza albifrons Jardine & Selby, 1828).
- Hephthaenura: gr. εφθος ephthos „wyrafinowany, wytworny”; ουρα oura „ogon”[16]. Typ nomenklatoryczny: Ephthianura tricolor Gould, 1841.
- Aurepthianura: łac. aureus „złoty”, od aurum „złoto”; rodzaj Epthianura Gould, 1838[17]. Typ nomenklatoryczny: Ephthianura aurifrons Gould, 1838.
- Parepthianura: gr. παρα para „blisko, niedaleko”; rodzaj Epthianura Gould, 1838[18]. Typ nomenklatoryczny: Ephthianura tricolor Gould, 1841.
- Leachena: John Albert Leach (1870–1929), australijski nauczyciel, przyrodnik; łac. przyrostek -ena „dotyczący”[19]. Typ nomenklatoryczny: Epthianura crocea Castelnau & E.P. Ramsay, 1877.
- Keartlandia: George Arthur Keartland (1848–1926), angielski kompozytor, owolog, ornitolog, imigrant do Australii[20]. Typ nomenklatoryczny: Acanthiza flaviventris Ashby, 1910 (= Ephthianura aurifrons Gould, 1838).

### Podział systematyczny
Do rodzaju należą następujące gatunki:
- Epthianura crocea Castelnau & E.P. Ramsay, 1877 – podkasałka szafranowa
- Epthianura tricolor Gould, 1841 – podkasałka amarantowa
- Epthianura aurifrons Gould, 1838 – podkasałka złocista
- Epthianura albifrons (Jardine & Selby, 1828) – podkasałka białoczelna